# Paya Lebar
Paya Lebar là một khu quy hoạch nằm ở Vùng Đông của Singapore, giáp với Hậu Cảng về phía Tây, Thịnh Cảng về phía Tây Bắc, Tampines về phía Đông, Bedok về phía Nam và Pasir Ris về phía Bắc.

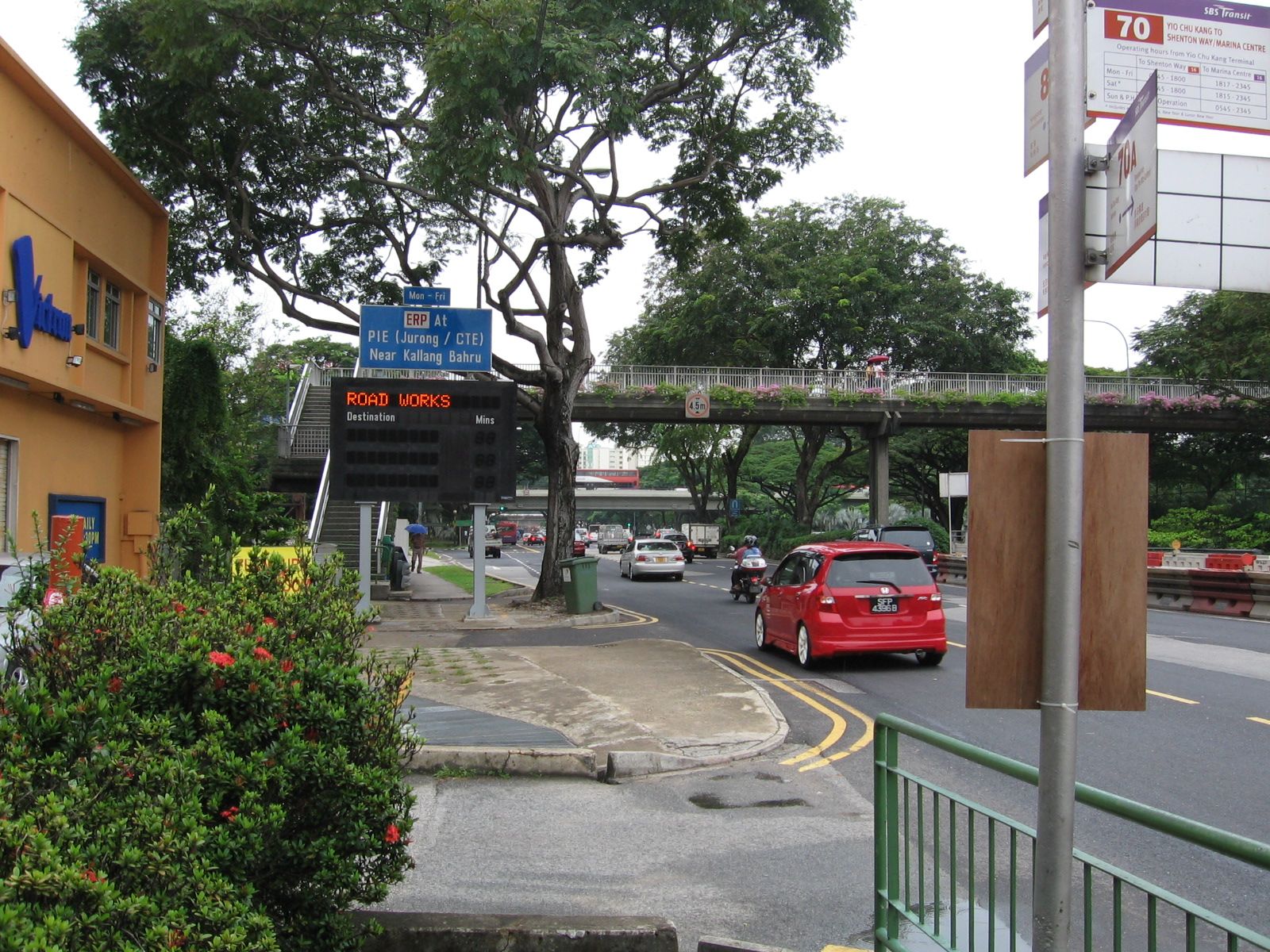
Đường Paya Lebar

## Tên gọi và lịch sử
Paya Lebar là một vùng đầm lầy rộng lớn gần với Sông Kallang. Trong tiếng Mã Lai, Paya nghĩa là "đầm lầy" và lebar nghĩa là "rộng lớn". Đây là một quận mới mở rộng, khét tiếng bởi nạn chiếm cư bất hợp pháp với các cư dân sinh sống bằng nghề trồng trọt và chăn nuôi heo và gia cầm.
Một trong những người thiết lập chế độ thuộc địa đầu tiên ở vùng đất này là Richard Owen Norris (mất năm 1905). Ông đã mua một phần đất của khu vực này vào năm 1865 để sống với gia đình.
Năm 1915, một đài phát thanh hải quân được xây dựng tại quận này.
Năm 1955, Sân bay Quốc tế Singapore (thường được biết với tên gọi "Sân bay Paya Lebar") được khánh thành và trở thành một điểm mốc quan trọng của vùng này, cùng với các công trình nhà ở, trường học và nhà máy khác.
Đường Paya Lebar Street được chính thức đặt tên vào năm 1958 trong khi một con đường cùng tên khác Paya Lebar Way chính thức xuất hiện năm 1972.

## Chính trị
Paya Lebar có đại diện là Dân biểu nhóm Aljunied và Dân biểu nhóm Marine Parade, tương ứng do Đảng Công nhân Singapore và Đảng Hành động Nhân dân lãnh đạo. Một trong những đại biểu Quốc hội của Paya Lebar là ông Lưu Trình Cường (刘程强, Low Thia Khiang), một lãnh đạo đối lập xuất thân từ giới quân nhân.